# بيت سلم (الحيمة الداخلية)

تعديل مصدري - تعديل

بيت سلم هي إحدى قرى عزلة الأحبوب بمديرية الحيمة الداخلية التابعة لمحافظة صنعاء، بلغ تعداد سكانها 234 نسمة حسب تعداد اليمن لعام 2004.